# Santa Tereza do Tocantins
Santa Tereza do Tocantins este un oraș în Tocantins (TO), Brazilia.